# Agenzia delle Entrate

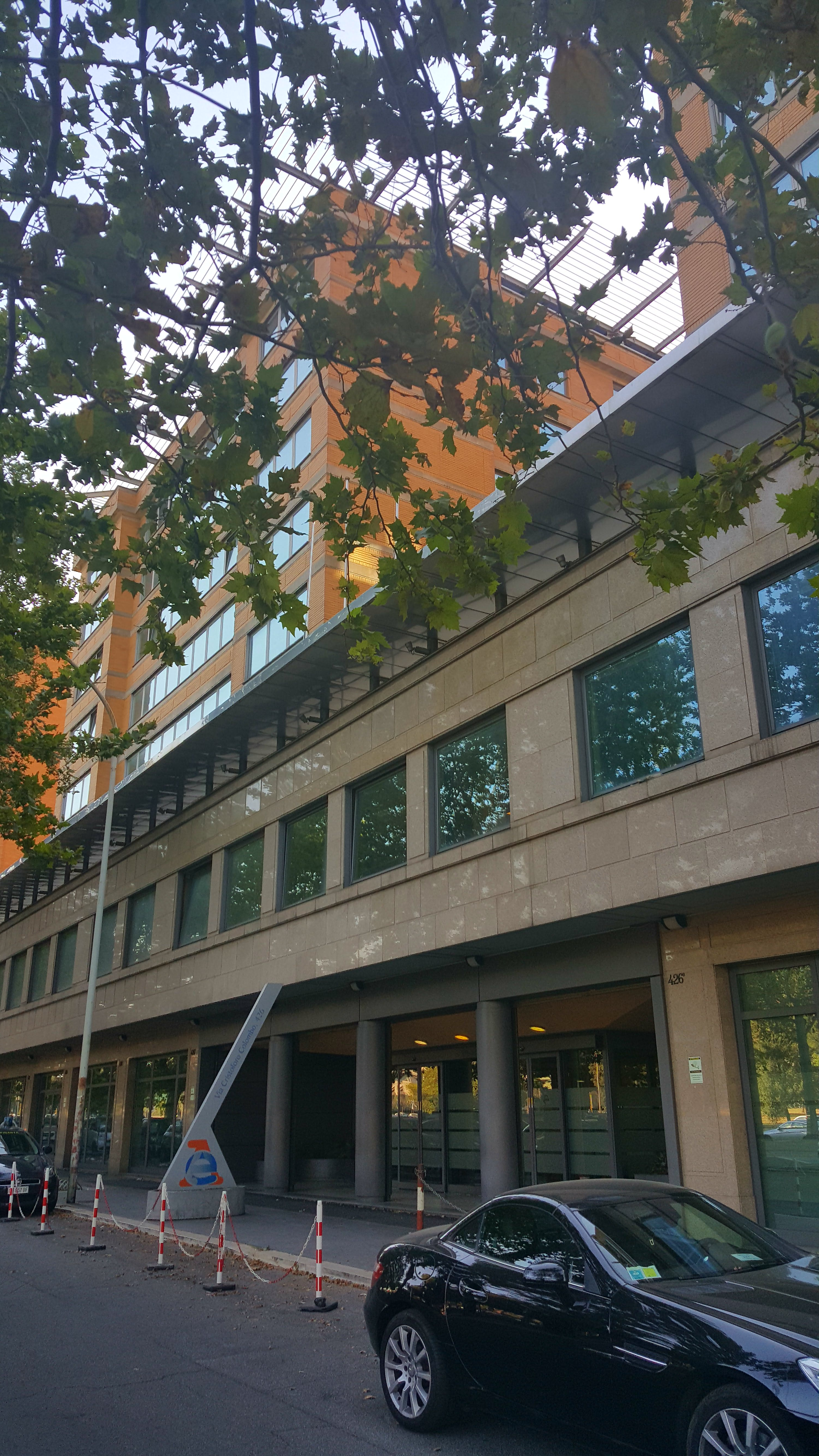
Hauptsitz der Steuerbehörde in Rom, Via Cristoforo Colombo, 426C

Die Agenzia delle Entrate, in Südtirol auch offiziell Agentur der Einnahmen, ist die italienische
Steuerbehörde. Sie untersteht der Hauptabteilung für Finanzen (Dipartimento delle Finanze) des Wirtschafts- und Finanzministeriums in Rom.

## Aufgaben
Die Agenzia delle Entrate, eine administrativ selbständige Behörde im Geschäftsbereich des italienischen Finanzministeriums, ist für die Festsetzung und Erhebung der Steuern zuständig. Die Agentur ist in erster Linie eine fiskalische Verwaltungsbehörde, übernimmt jedoch auch Vollzugsaufgaben (Steuerfahndung). In letzterem Bereich gibt es eine enge Zusammenarbeit mit der Guardia di Finanza, der italienischen Finanzpolizei.
Am 1. Dezember 2012 übernahm die Agenzia delle Entrate im Zug von Spar- und Rationalisierungsmaßnahmen die ebenfalls zum Geschäftsbereich des Finanzministeriums gehörende Agenzia del Territorio und damit die Zuständigkeit für die Katastervermessung und das Liegenschaftskataster. In diesen Bereichen ist die Agentur entweder direkt aktiv oder sie überwacht und unterstützt im Rahmen der Dezentralisierung Gebietskörperschaften, die diese Aufgaben selbst übernehmen.

## Organisation
Dem Leiter der Agentur unterstehen mehrere Zentralabteilungen, die u. a. für interne Audits, Personal- und Rechtsfragen, organisatorische Angelegenheiten usw. zuständig sind. Der operative Bereich ist entsprechend den italienischen Regionen organisiert: In 19 von 20 Regionen befindet sich jeweils eine Regionaldirektion, in der autonomen Region Trentino-Südtirol gibt es jeweils eine Direktion in Trient und Bozen. Den regionalen Direktionen unterstehen die Finanzämter und sonstige Außenstellen. Die Agentur hatte im Jahr 2020 rund 32.000 Mitarbeiter.

## Geschichte
Die Agenzia delle Entrate (neudeutsch etwa „Revenue Agency“, in Anlehnung an den Internal Revenue Service der USA) entstand im Jahr 2000 im Zug einer Gesamtreform der italienischen Ministerialbürokratie. Nach der Zusammenlegung des Finanzministeriums mit dem Haushalts- und Schatzministerium zum neuen Ministerium für Wirtschaft und Finanzen wurde es notwendig, verschiedene administrativ selbständige Behörden im Geschäftsbereich des neuen Ministeriums zu schaffen. Zu diesen neuen „Agenturen“ zählt neben der Agenzia delle Entrate unter anderem auch die Agenzia delle Dogane, die italienische Zollverwaltungsbehörde.